# Kraftwerk Bannwil
Das Wasserkraftwerk Bannwil ist ein Laufwasserkraftwerk bei Bannwil, das 1970 in Betrieb genommen wurde. Es ersetzte das als Ausleitungskraftwerk im Jahre 1904 in Betrieb genommene Elektrizitätswerk Wangen an der Aare.

## Geschichte

### Elektrizitätswerk Wangen an der Aare (1904–1969)
Die Konzession für das erste Kraftwerk in Bannwil wurde den Gemeinden Wangen, Wiedlisbach, Walliswil bei Wangen, Walliswil bei Niederbipp, Berken, Bannwil und Graben am 6. Juli 1898 erteilt. Der Bau der Anlage überstieg aber die finanziellen Möglichkeiten der zusammen knapp 5000 Einwohner zählenden Gemeinden, weshalb die Konzession im Juli 1899 an die Deutsche Gesellschaft für elektrotechnische Unternehmungen aus Frankfurt am Main verkauft wurde. Die Gesellschaft, die früher unter dem Namen W. Lahmeyer & Cie firmierte, begann 1900 mit dem Bau des Kraftwerks. Sie lieferte die gesamten elektrischen Einrichtungen und die Hochspannungsleitungen bis auf zwei Generatoren, die von der Maschinenfabrik Oerlikon (MFO) stammten. Die Turbinen wurden von Escher Wyss aus Zürich geliefert.
Noch während des Kraftwerkbaus wurde für dessen Betrieb die Aktiengesellschaft Elektrizitätswerk Wangen gegründet, deren Geschäftssitz dem Namen entsprechend in Wangen an der Aare war. Das Kraftwerk ging 1904 nach fünfjähriger Bauzeit in Betrieb. Die Baukosten beliefen sich auf 11,2 Mio. SFr., was einem Geldwert von ca. 100 Mio. SFr. im Jahr 2020 entspricht.
Im Bereich Fahrhöfli⊙ kam es mindestens zweimal zu einem Bruch der Kanalmauer. Der Kanal verläuft in diesem Bereich unmittelbar neben der Aare und war von dieser nur durch eine Mauer abgetrennt. Im August 1905 gab während eines hohen Wasserstandes in der Aare die Fundierung der Mauer im dortigen schwierigen Terrain nach, wodurch die gesamte Wassermenge aus dem Kanal austrat. Das Kraftwerk war mehrere Monate ausser Betrieb, der Schaden belief sich auf 250 000 bis 300 000 SFr.
Im Jahr 1912 kam es am 26. Juli zu einer Ölschalter-Explosion im Maschinenhaus. Das darauf ausgebrochene Grossfeuer richtete schwere Schäden an der Hochspannungsanlage, den Maschinensätzen und am Gebäude an, sodass der Betrieb des Kraftwerks ein Jahr ruhte.
1916 wurde das Aktienkapital der Elektrizitätswerk Wangen von den Bernischen Kraftwerken (BKW) übernommen, 1919 übernahm die BKW auch das Personal des Elektrizitätswerks und kaufte schliesslich 1941 auch das Kraftwerk.
Die Anlage blieb bis 1969 in Betrieb, sie produzierte während den sechzig Betriebsjahren 3,385 TWh. Nach der Eröffnung des neuen Kraftwerkes wurde der Kanal zum alten Kraftwerk zugeschüttet bis auf der nördlich am Stadtfeld vorbeiführende Teil des Kanals, der als Aarenarm erhalten geblieben ist. Hinter dem zugeschütteten Kanal bildete sich auf dem Areal des Waffenplatzes ein Feuchtgebiet,⊙ das unter Schutz gestellt wurde.

#### Technik
Für das Kraftwerk wurde ein 8,4 Kilometer langer Oberwasser-Kanal erstellt, der oberhalb von Wangen an der Aare durch ein 120 Meter langes Stauwehr beim Weiler Hohfuren⊙ ausgeleitet wurde und der Aare auf der nördlichen Seite folgte. Das Wehr staute die Aare ungefähr 1,7 km bis zur Grenze zum Kanton Solothurn auf.
Das Maschinenhaus stand südlich von Bannwil am Aarenufer⊙; der Unterwasserkanal zurück in den Fluss war nur 84 Meter lang. Bis 1908 waren sechs horizontalachsige Vierfach-Francis-Turbinen installiert, welche direkt die Drehstromgeneratoren antrieben. Die siebte Turbinenkammer wurde erst im Sommer 1909 mit einer weiteren Turbine belegt. Jede Turbine hatte eine Leistung von 1500 PS bei 150 Umdrehungen pro Minute und trieb einen Drehstrom-Generator an. Zwei kleine Girard-Turbinen dienten dem Antrieb der Öldruckpumpen für die Turbinenregler.

#### Bildergalerie

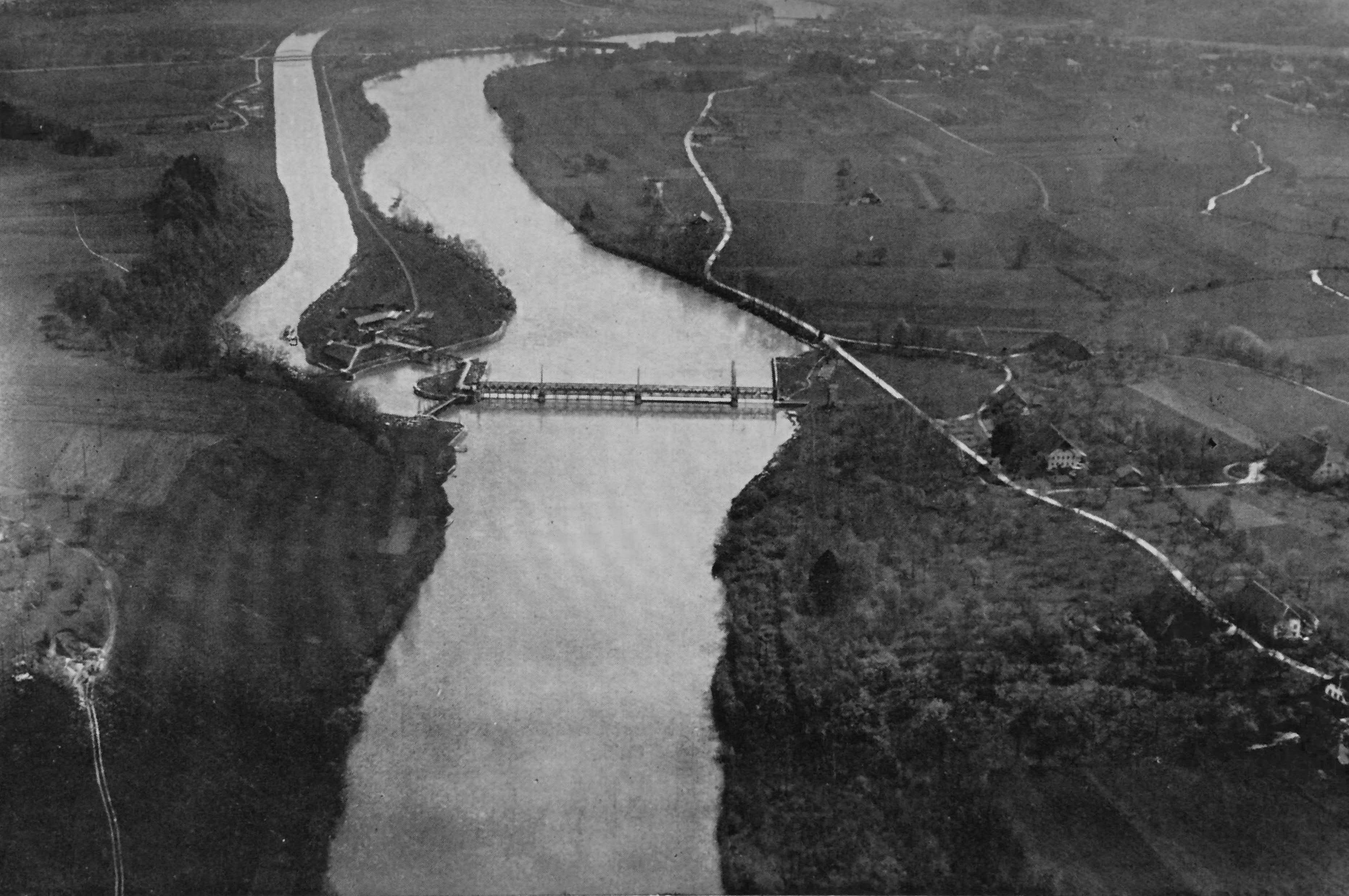
Stauwehr beim Weiler Hohfuren
Maschinenhaus mit Oberwasserkanals.jpg
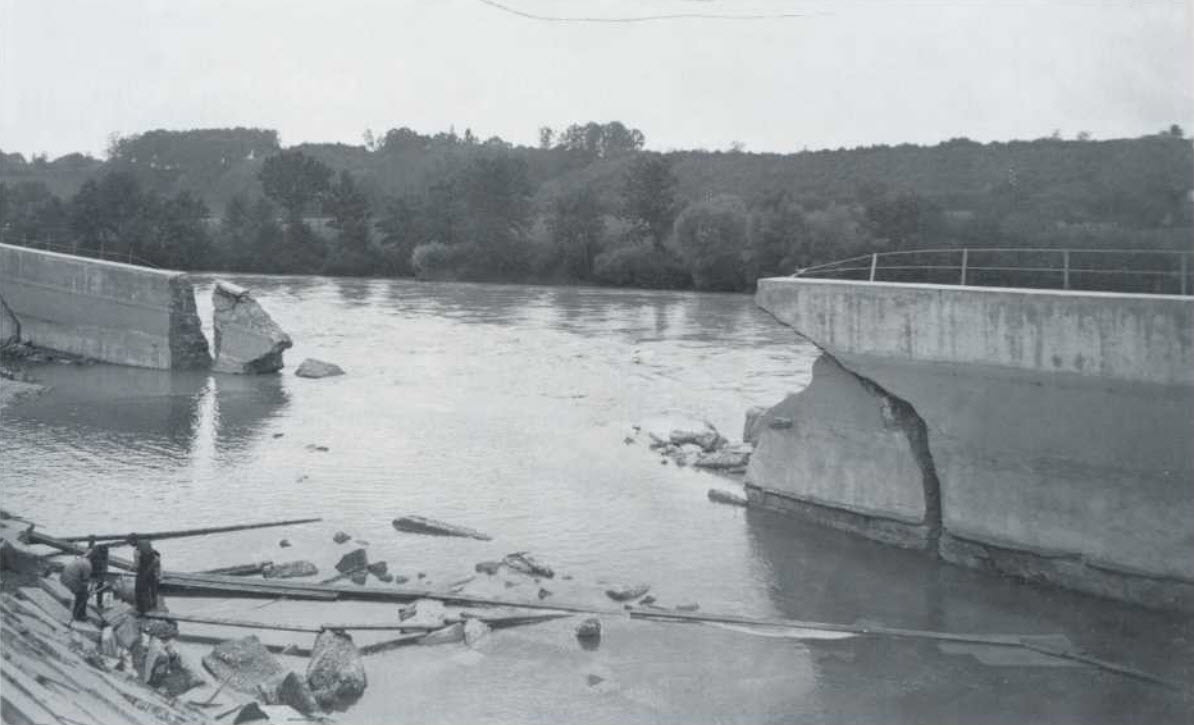
Kanalmauerbruch Fahrhöfli 1905
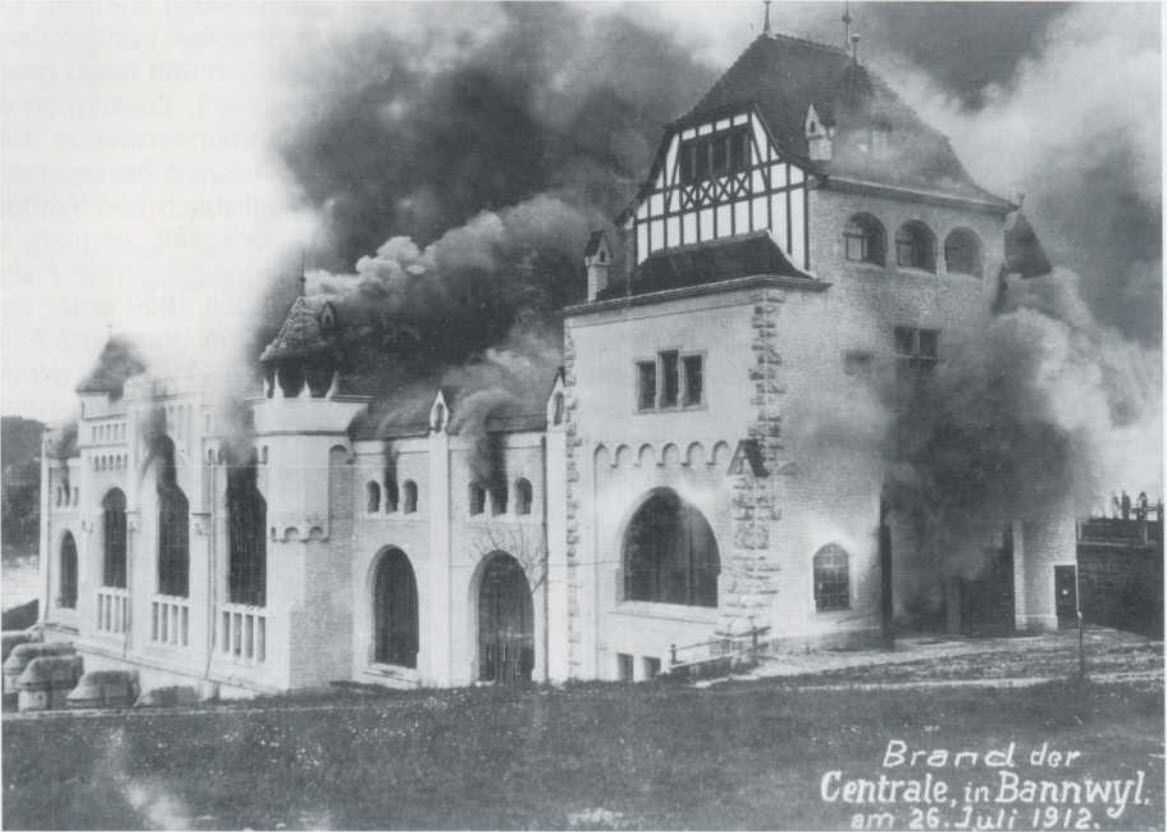
Zentralenbrand 1912
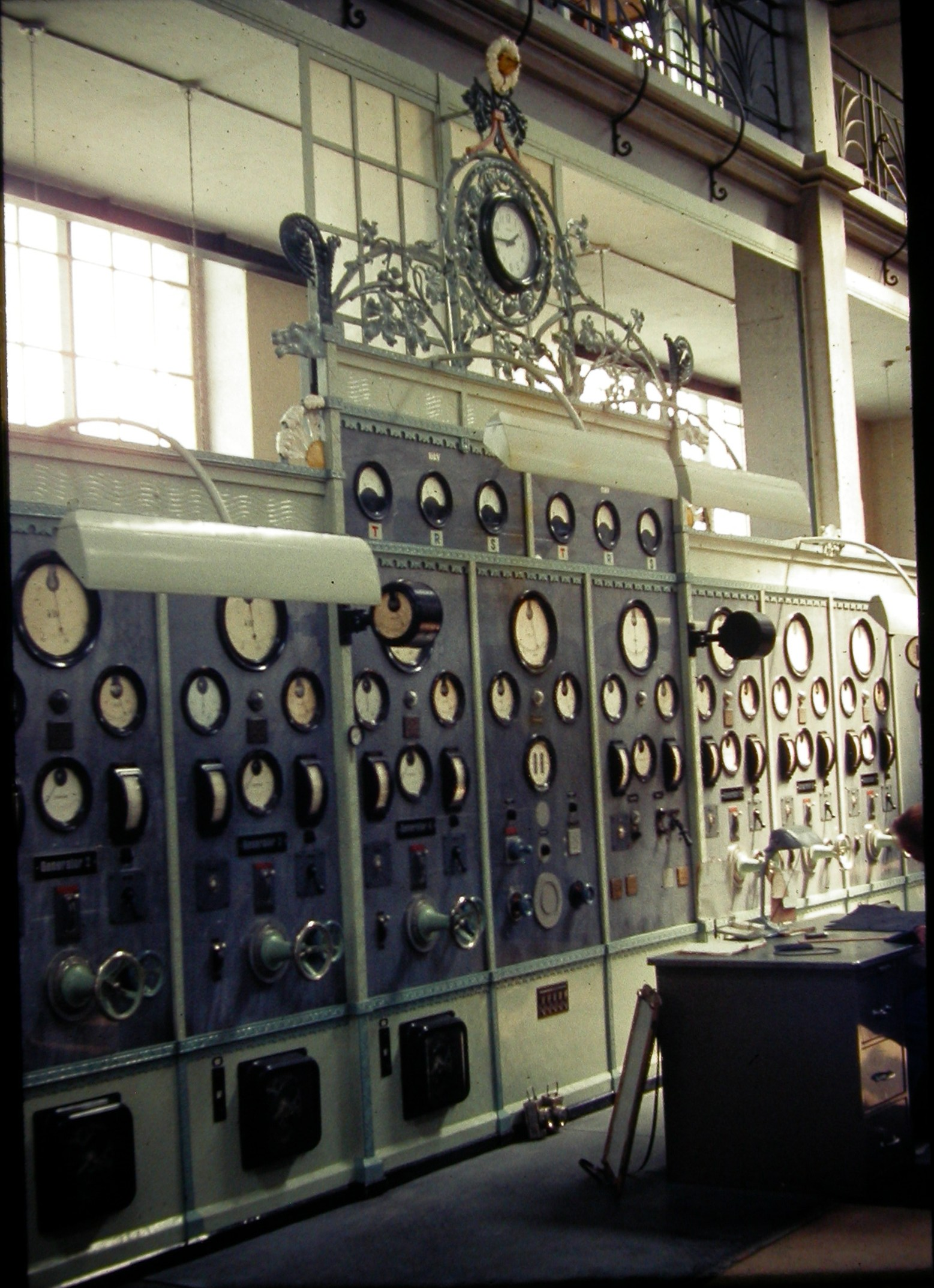
Kontrollwand im alten Kraftwerk
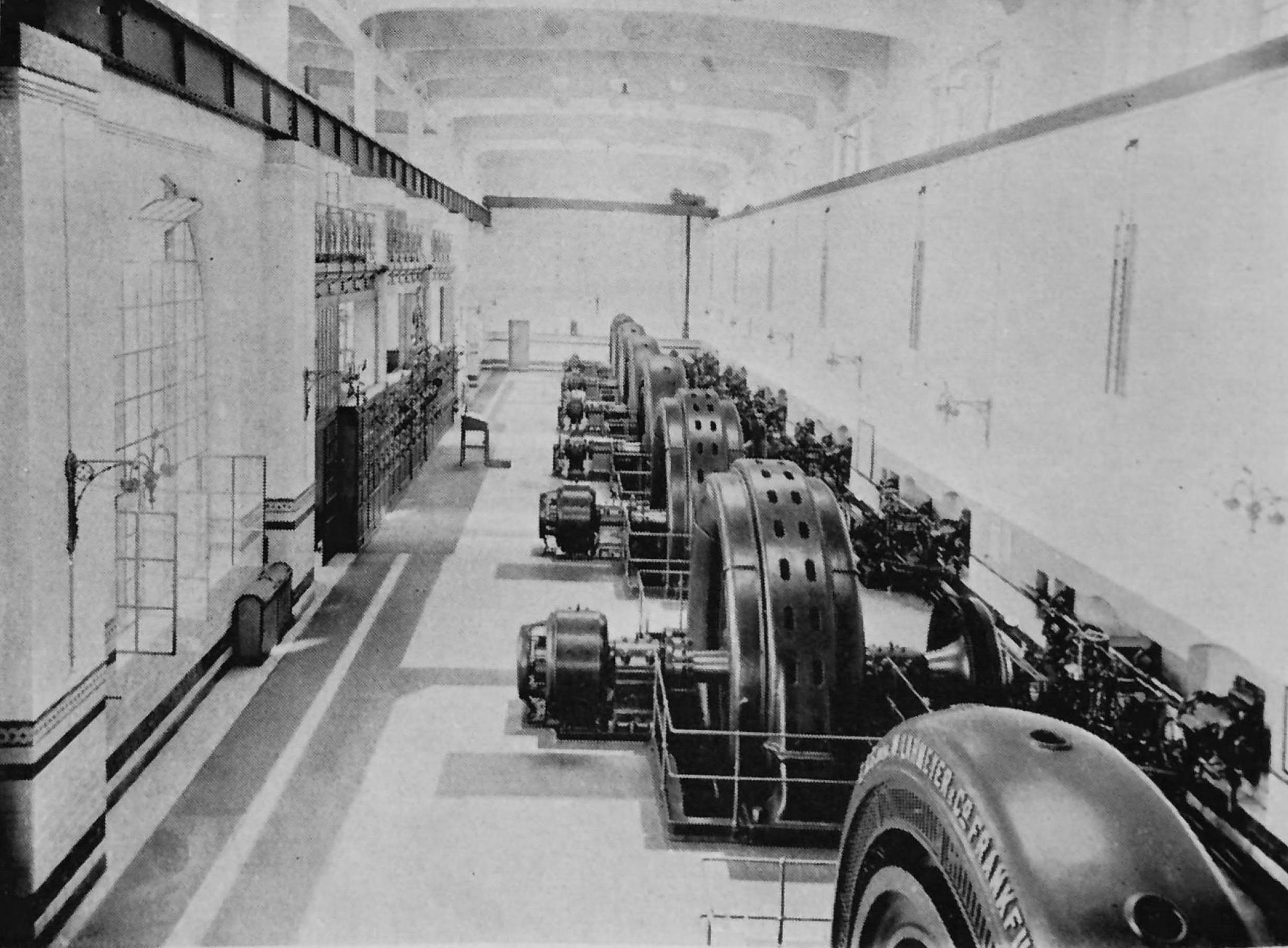
Die sieben Maschinengruppen im Maschinenhaus. Die beiden Oerlikon-Generatoren sind die Maschinen 2 und 3.
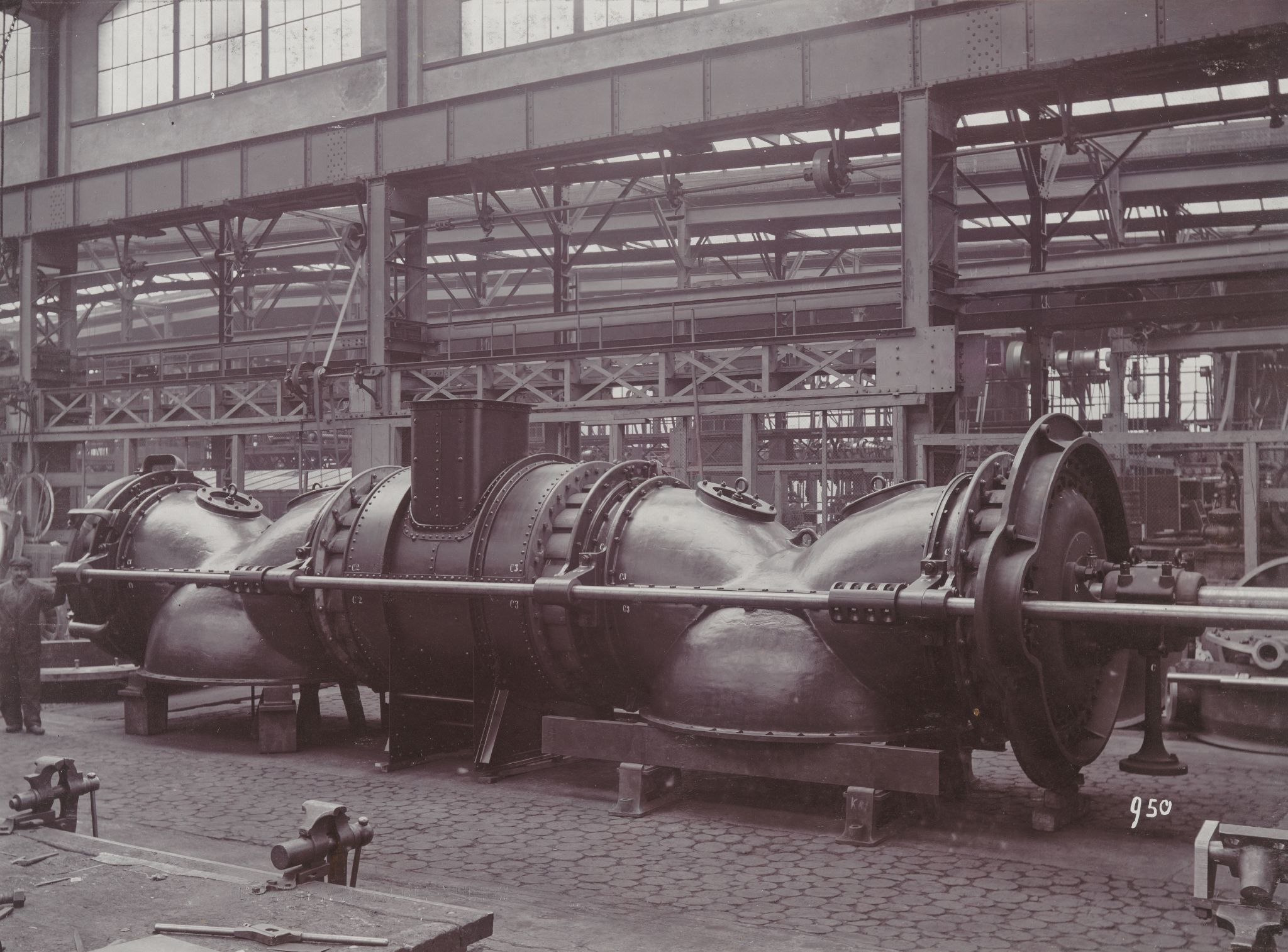
Vierfach-Francis-Turbine (Werksbild Escher Wyss)

### Neues Kraftwerk ab 1970
Im Jahr 1970 wurde das neue Kraftwerk in Betrieb genommen. Es wurde gebaut als Blockkraftwerk mit drei frontal angeordneten Kraftwerkseinläufen mit je einer Rohrturbine. Die installierte Leistung beträgt 28.5 MW und die mittlere Jahresproduktion 150 GWh. Das Wasser der Aare wird in drei Kaplan-Rohrturbinen turbiniert, wobei je nach Wasserstand ein Gefälle zwischen 5,5 m bis 8,5 m genutzt werden kann. Die Turbinen verarbeiten eine Nutzmenge von bis zu 450 m³/s.
Das Wasserkraftwerk Bannwil wird von der BKW betrieben.
Im Aufstau des Kraftwerks befindet sich die Insel Vogelraupfi, die unter Naturschutz steht.

#### Bildergalerie

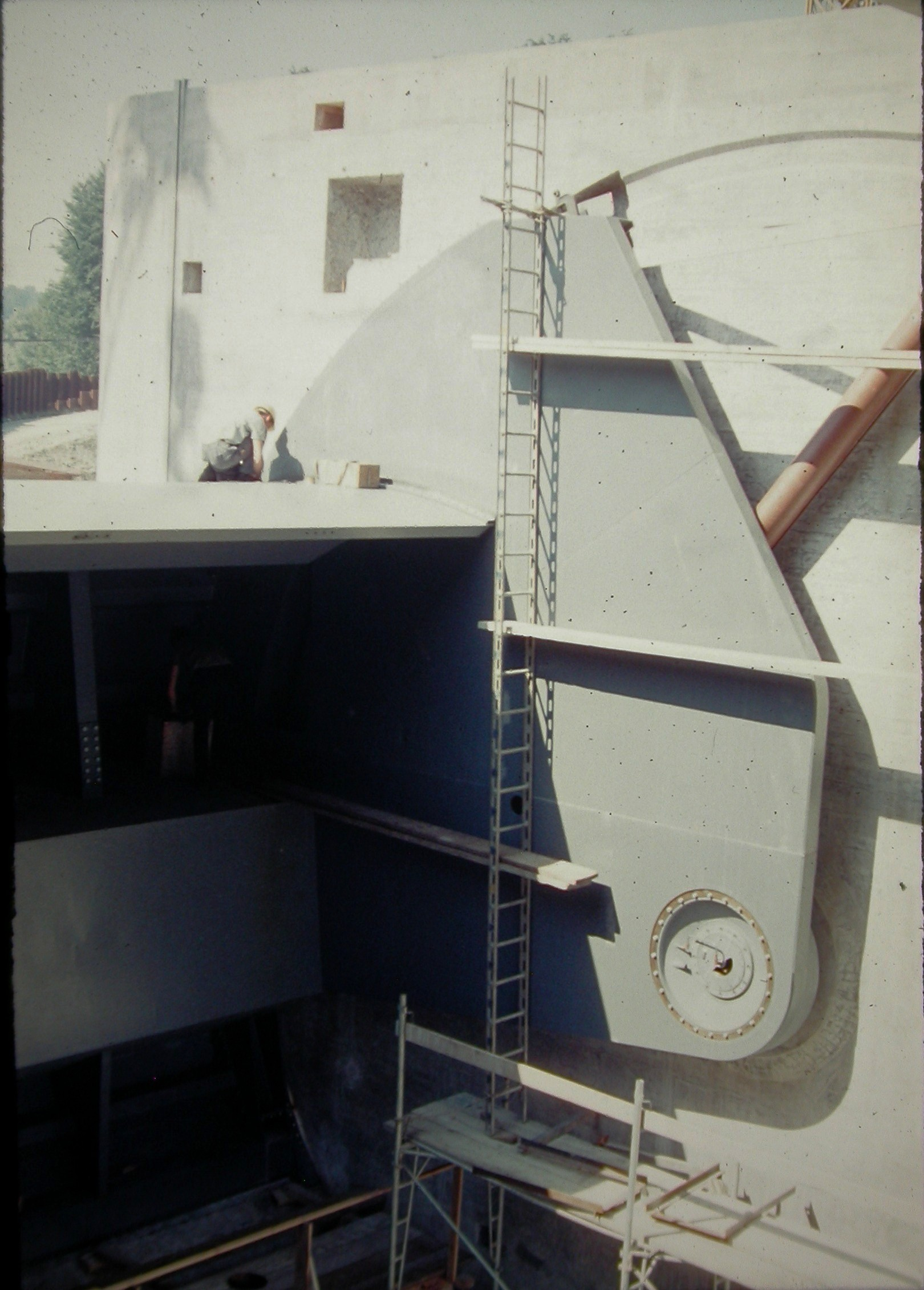
Klappschürze während der Bauzeit des neuen Kraftwerks
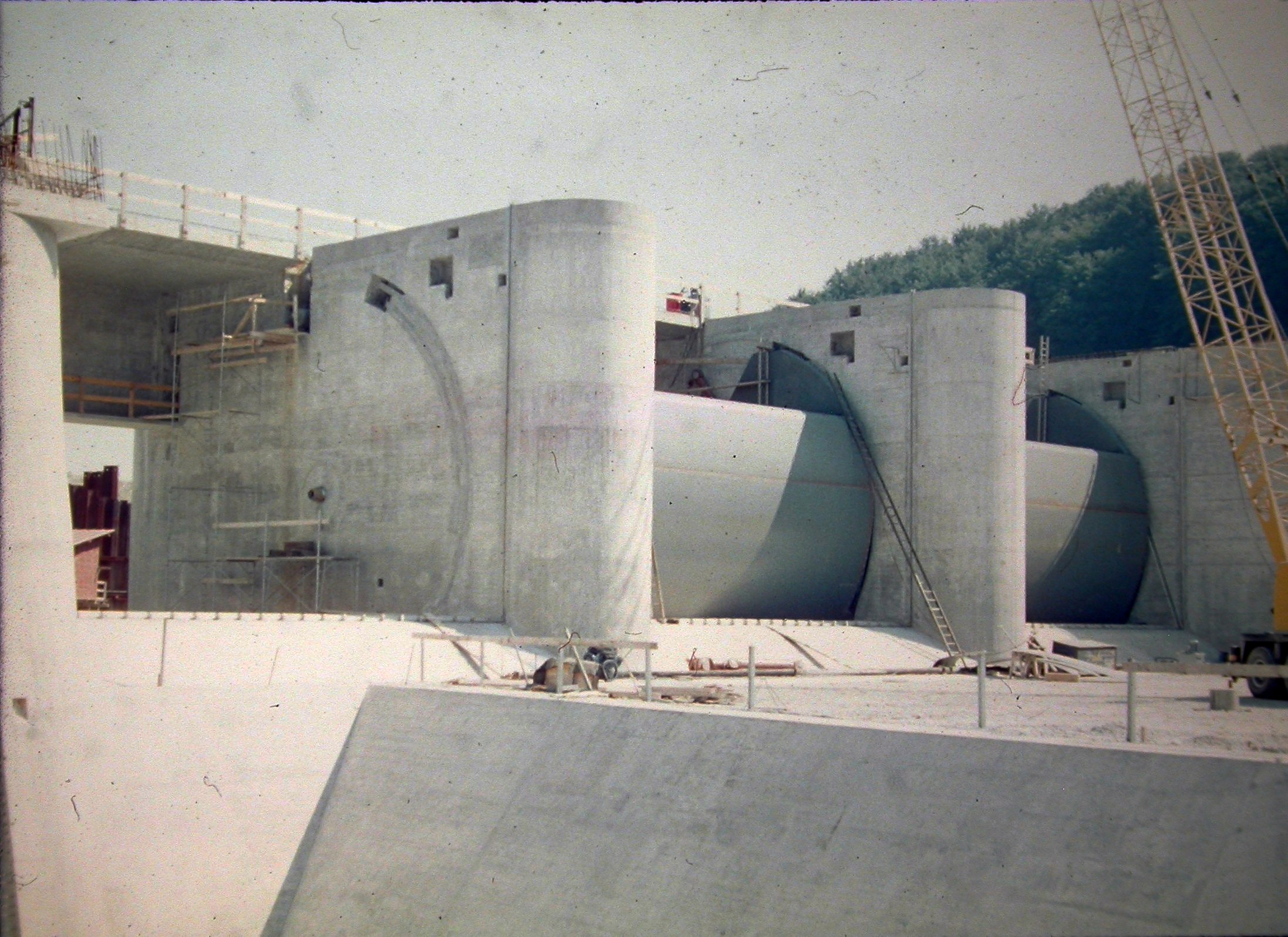
Die Klappschürzen während der Bauzeit des neuen Kraftwerks
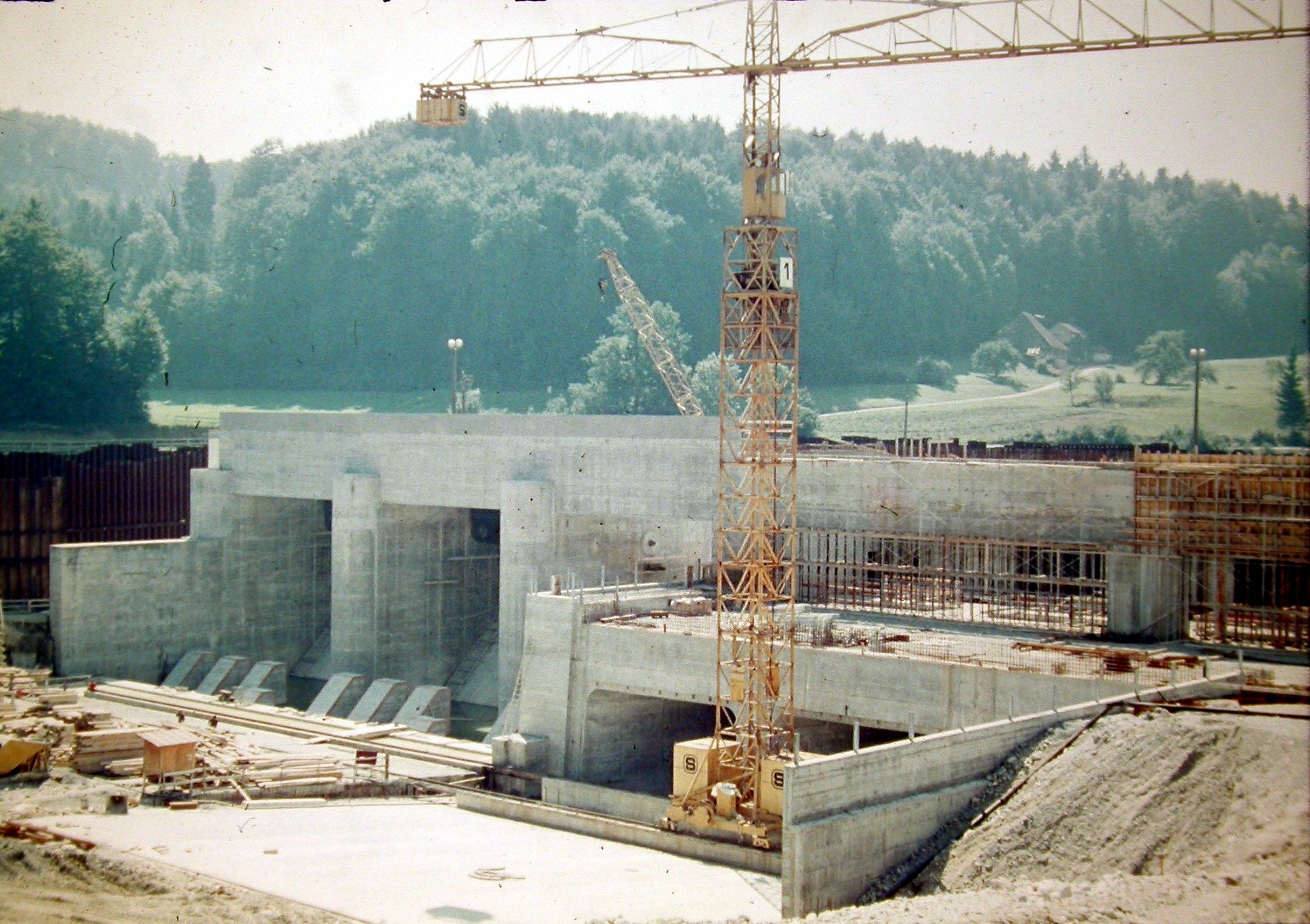
Unterwasserseite des Kraftwerks im Bau
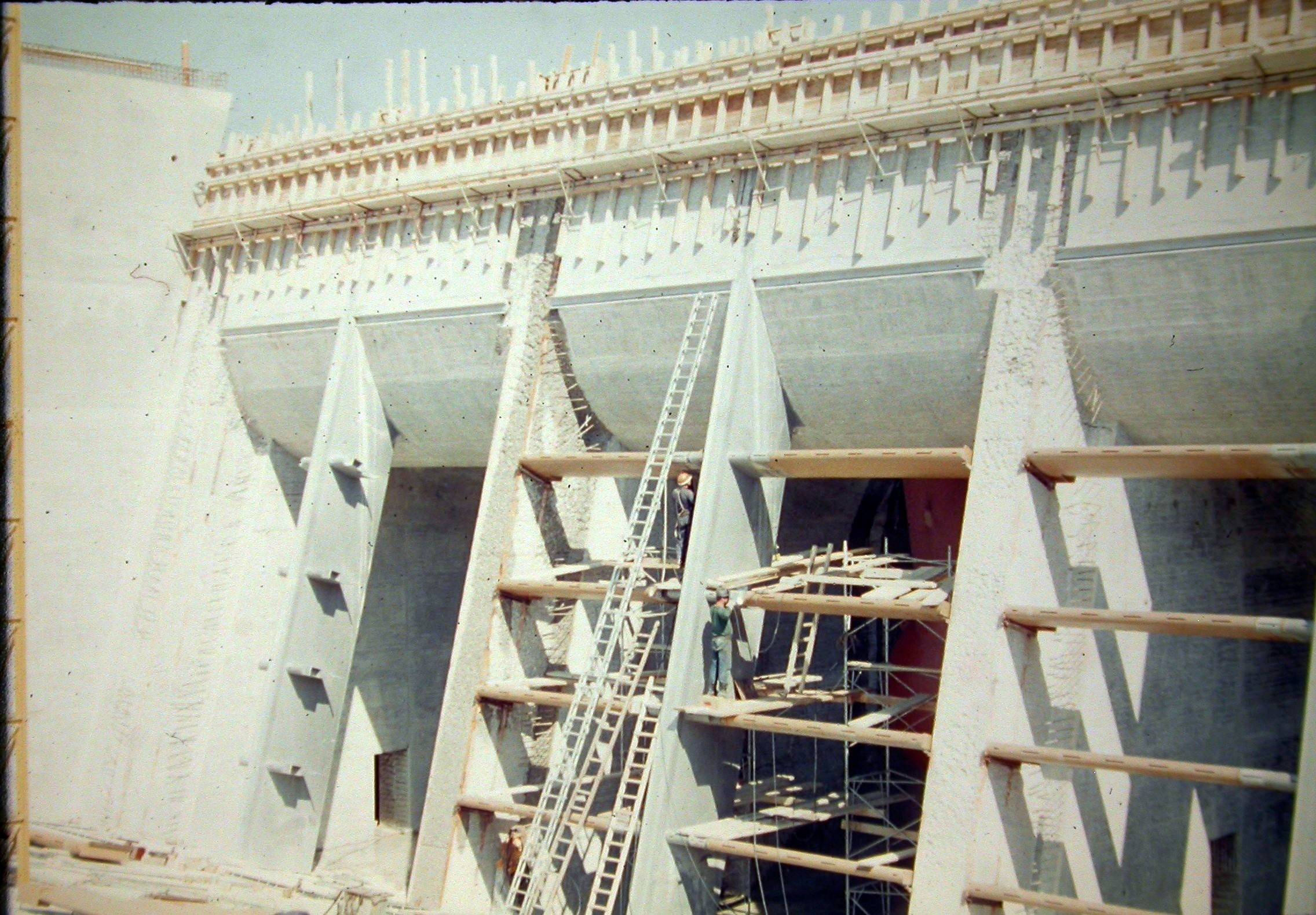
Oberwasserseite des Maschinenhauses des Kraftwerks im Bau
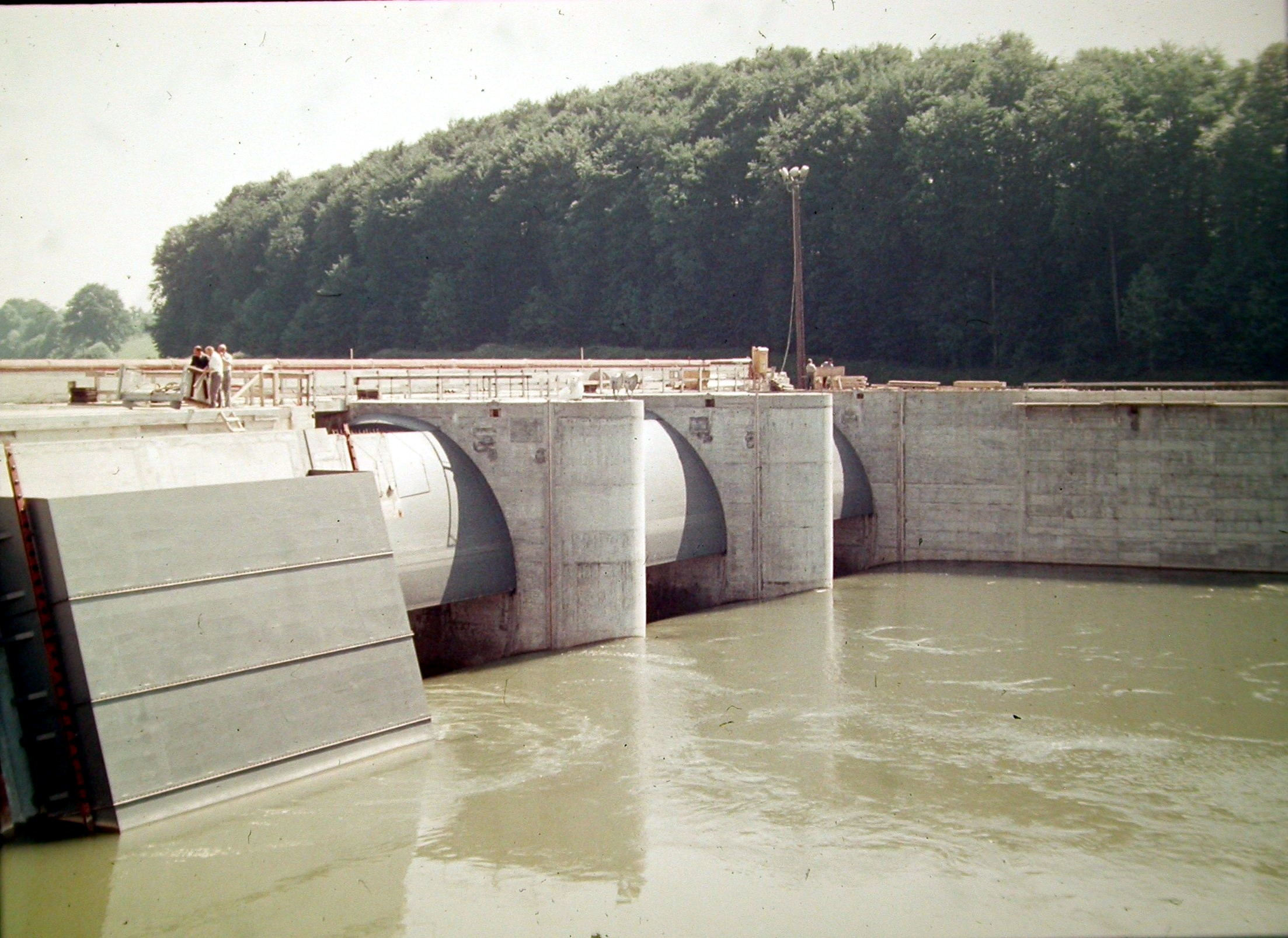
Die offenen Klappschürzen
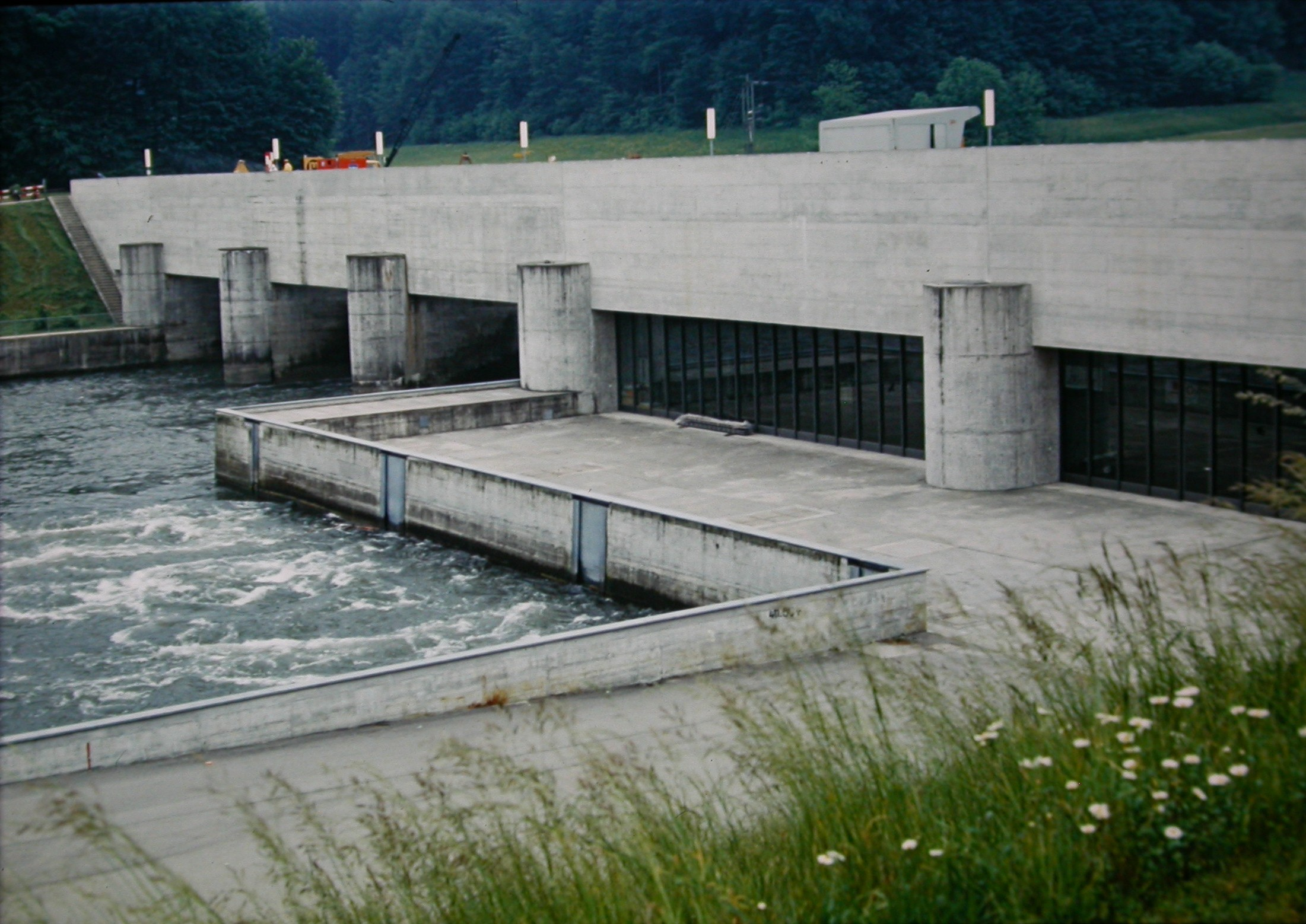
Unterwasserseite des Wehrs